# Estadio Alcides Santos
El Estadio Alcides Santos, también llamado Parque dos Campeonatos, es un estadio de fútbol en la ciudad brasileña de Fortaleza, Ceará. Es el estadio  del Fortaleza Esporte Clube. Ubicado en la Avenida Senador Fernandes Távora, distrito de Pici, es el estadio privado más grande de Ceará.
Con una capacidad para alrededor de 8.000 aficionados, debutó en las competiciones nacionales el 12 de marzo de 2010 en la segunda fase de la Copa de Brasil 2010, victoria por el marcador de 2-0 ante el Guarani, goles de Tatu y André Turatto. El club mantuvo una racha invicta de 14 partidos en el estadio. Desde 2019, el sitio del antiguo estadio alberga el Centro de Excelencia Alcides Santos.

## Estadísticas
- Fortaleza jugando en el estadio.

| Club      | Partidos | Ganados | Empatados | Perdidos | %     |
| --------- | -------- | ------- | --------- | -------- | ----- |
| Fortaleza | 61       | 42      | 12        | 7        | 75,4% |

## Mayores públicos
|   | Local     |   | Visita      | Campeonato               | Pagantes |
| - | --------- | - | ----------- | ------------------------ | -------- |
| 1 | Fortaleza | — | Tiradentes  | Campeonato Cearense 2011 | 7.150    |
| 2 | Fortaleza | — | Guarani     | Campeonato Cearense 2013 | 5.433    |
| 3 | Fortaleza | — | Icasa       | Campeonato Cearense 2013 | 4.955    |
| 4 | Fortaleza | — | Guarani/SP  | Copa de Brasil 2010      | 4.679    |
| 5 | Fortaleza | — | Ferroviário | Campeonato Cearense 2007 | 3.873    |